# Bill Brack
Pour les articles homonymes, voir Brack.
 (novembre 2018).
Si vous disposez d'ouvrages ou d'articles de référence ou si vous connaissez des sites web de qualité traitant du thème abordé ici, merci de compléter l'article en donnant les références utiles à sa vérifiabilité et en les liant à la section « Notes et références ».
William Brack est un pilote automobile né à Toronto, Ontario (Canada) le 26 décembre 1935. Après des débuts en courses sur glace au début des années 1960, il participe à trois Grands Prix du Canada de Formule 1 en 1968, 1969 et 1972. Il obtient par la suite beaucoup de succès en Formule Atlantique, remportant le championnat en 1974 et 1975.

## Résultats en championnat du monde de Formule 1
| Saison | Écurie                   | Châssis   | Moteur      | Pneus     | GP disputés                    | Points inscrits | Classement |
| ------ | ------------------------ | --------- | ----------- | --------- | ------------------------------ | --------------- | ---------- |
| 1968   | Gold Leaf Team Lotus     | Lotus 49B | Cosworth V8 | Firestone | Grand Prix du Canada (abandon) | 0               | n.c.       |
| 1969   | Owen Racing Organisation | BRM P138  | BRM V12     | Dunlop    | Grand Prix du Canada (n.c.)    | 0               | n.c.       |
| 1972   | Marlboro-BRM             | BRM P180  | BRM V12     | Dunlop    | Grand Prix du Canada (abandon) | 0               | n.c.       |